# Gatifloxacina
A gatifloxacina, vendida sob a marca Tequin entre outras, é um antibiótico usado para tratar a conjuntivite bacteriana. É usado como colírio.
Os efeitos secundários comuns incluem dor nos olhos, paladar anormal e aumento da vermelhidão dos olhos. Outros efeitos secundários podem incluir reações alérgicas.
A gatifloxacina foi patenteada em 1986 e aprovada para uso médico em 1999. As fórmulas orais e injetáveis foram retiradas nos Estados Unidos em 2006 devido aos efeitos secundários de níveis elevados ou baixos de açúcar no sangue.